# Striopsylla mercurius
Striopsylla mercurius är en loppart som beskrevs av Mardon 1978. Striopsylla mercurius ingår i släktet Striopsylla och familjen Stivaliidae. Inga underarter finns listade i Catalogue of Life.